# Ivan Majcunić
Ivan Majcunić (Zagabria, 24 luglio 1996) è un cestista croato.

## Carriera

### Nazionale
Con la Nazionale Under-19 della Croazia ha disputato i Mondiali di categoria del 2015, conclusi al secondo posto finale.

## Palmarès
- Campionato croato: 1

Cibona Zagabria: 2021-22
- Coppa di Croazia: 2

Cibona Zagabria: 2022, 2023